# Iurii Filatov
Iurii Filatov (n. 30 iulie 1948, Regiunea Hmelnîțkîi, RSS Ucraineană, URSS) este un caiacist ce a reprezentat Uniunea Republicilor Sovietice Socialiste, medaliat olimpic. A participat la 2 ediții ale Jocurilor Olimpice (1972, 1976) în care a câștigat două medalii de aur.